# Luigi Faidutti
Luigi Faidutti (11. dubna 1861 Scrutto – 18. prosince 1931 Königsberg) byl rakouský římskokatolický duchovní a politik z Gorice a Gradišky, na počátku 20. století poslanec Říšské rady a zemský hejtman Gorice a Gradišky.

## Biografie
Pocházel z rodiny obecního tajemníka a výběrčího daní. Narodil se ve vsi Scrutto u San Leonarda, na území tehdejšího Italského království. V Říšské radě se řadil do italských politických uskupení, ale jeho etnický původ byl složitější. V rodině a rodné vsi mluvili benátským nářečím slovinštiny. Absolvoval italskou národní i střední školu. Ovládal slovinštinu, furlanštinu (podporoval práva obyvatel Furlanska na svébytný rozvoj), na kněžském semináři se pak naučil i německy. Vychodil národní školu ve svém rodišti a v Cividale del Friuli, pak studoval v letech 1873–1880 gymnázium a přípravný bohoslovecký kurz v Udine. Probošt a pozdější biskup Eugenio Carlo Valussi ho pozval ke studiu teologického semináře v letech 1880–1884. Získal tehdy rakouské občanství. Na kněze byl vysvěcen 7. června 1884. Působil jako kaplan. Díky talentu ho arcibiskup Alojzij Matija Zorn nechal poslat na Augustineum (vyšší bohoslovecký ústav) do Vídně. V roce 1888 získal na Univerzitě ve Vídni titul doktora teologie. Po návratu do rodného kraje byl jmenován učitelem v semináři. V roce 1904 se stal předsedou církevního soudu a poradcem konzistoře. Byl též členem zemské školní rady. Roku 1902 byl jmenován proboštem v Gorici a na tomto postu setrval až do své smrti roku 1931. Ovlivnily ho myšlenky encykliky Rerum novarum, podporoval vznik katolických spolků a družstev, která se roku 1899 spojila do Federazione delle casse rural e dei consorzi Cooperativa Italiana per la parte della Provincia di Gorizia and Gradisca, roku 1907 přejmenované na Federazione dei consorzi Agricola del Friuli. Zastával až do roku 1920 post předsedy této družstevní federace, jejímž tiskovým orgánem byl L'Eco del popolo.
Byl i politicky aktivní. Kandidoval ve volbách do Říšské rady roku 1897. Katolický politický tábor byl ale tehdy v jeho volebním obvodu rozdělený. Část voličů mu vyčítala slovinský původ, přílišnou loajalitu k monarchii a také fakt, že se vzdal italského občanství. Nakonec vyhrál jeho konkurent Adam Zanetti. V roce 1902 byl Faidutti zvolen do obecní rady v Gorici a roku 1902 se stal i poslancem Zemského sněmu Gorice a Gradišky coby reprezentant křesťanských sociálů. Mandát zde obhájil i ve volbách roku 1908, 1909 a 1913. Po velkém vítězství jím vedené lidové strany se stal roku 1913 i zemským hejtmanem Gorice a Gradišky (předseda sněmu a nejvyšší představitel zemské samosprávy). Za první světové války řešil pomoc uprchlíkům, protože v tomto regionu probíhaly frontové boje.
Působil i jako poslanec Říšské rady (celostátního parlamentu Předlitavska), kam usedl ve volbách do Říšské rady roku 1907, konaných poprvé podle všeobecného a rovného volebního práva. Byl zvolen za obvod Gorice 05. Mandát zde obhájil ve volbách do Říšské rady roku 1911. Po volbách roku 1907 i 1911 byl uváděn coby člen poslaneckého klubu Italské lidové strany.
V závěru první světové války, když císař Karel oznámil přechod k federativnímu uspořádání státu, utvořili etnicky italští poslanci Říšské rady z Trestu, Istrie a jižního Tyrolska utvoření výboru Fascio Nazionale a koncem října 1918 prohlásili odtržení těchto území od monarchie a jejich připojení k Itálii. Luigi Faidutti stejně jako další poslanec z Gorice a Gradičky Giuseppe Bugatto se ovšem k této iniciativě nepřipojili a jejich lidová strana prosazovala místo toho, aby se tento region stal autonomní součástí konfederace národů Rakouska-Uherska. V prosinci pak oba tito politici vydali prohlášení k obyvatelům Furlanska, ve kterém je vyzvali k loajálnímu postoji k novému státu, do kterého byli začleněni. Faidutti se už po roce 1918 nikdy nevrátil do Gorice. V listopadu 1921 mu italské velvyslanectví ve Vídni povolilo vycestovat do Říma. Později ho Svatý stolec vyslal jako diplomata do Kaunasu a podílel se úspěšně na jednáních o konkordátu s Litvou. Zemřel v prosinci 1931 v nemocnici svaté Alžběty v Königsbergu ve Východním Prusku, po operaci žaludku. Od května 1930 trpěl vážnou nemocí.